# Liste der Biografien/Hofi
Liste der Biografien |
Portal Biografien |
Personensuche
# |
A |
B |
C |
D |
E |
F |
G |
H |
I |
J |
K |
L |
M |
N |
O |
P |
Q |
R |
S |
T |
U |
V |
W |
X |
Y |
Z |
?
 
Ha |
Hd |
He |
Hi |
Hj |
Hk |
Hl |
Hm |
Hn |
Ho |
Hr |
Hs |
Ht |
Hu |
Hv |
Hw |
Hy
 
Hoa |
Hob |
Hoc |
Hod |
Hoe |
Hof |
Hog–Hok |
Hol |
Hom |
Hon |
Hoo |
Hop |
Hoq |
Hor |
Hos |
Hot |
Hou |
Hov |
How |
Hox |
Hoy |
Hoz
 
Hofa |
Hofb |
Hofd |
Hofe |
Hoff |
Hofg |
Hofh |
Hofi |
Hofk |
Hofl |
Hofm |
Hofn |
Hofp |
Hofr |
Hofs |
Hoft |
Hofv |
Hofw |
Hofz
Die Liste der Biografien führt alle Personen auf, die in der deutschsprachigen Wikipedia einen Artikel haben. Dieses ist eine Teilliste mit 17 Einträgen von Personen, deren Namen mit den Buchstaben „Hofi“ beginnt.

## Hofi
- Hofi, Géza (1936–2002), ungarischer Schauspieler, Humorist und ParodistGéza Hofi (1936–2002)

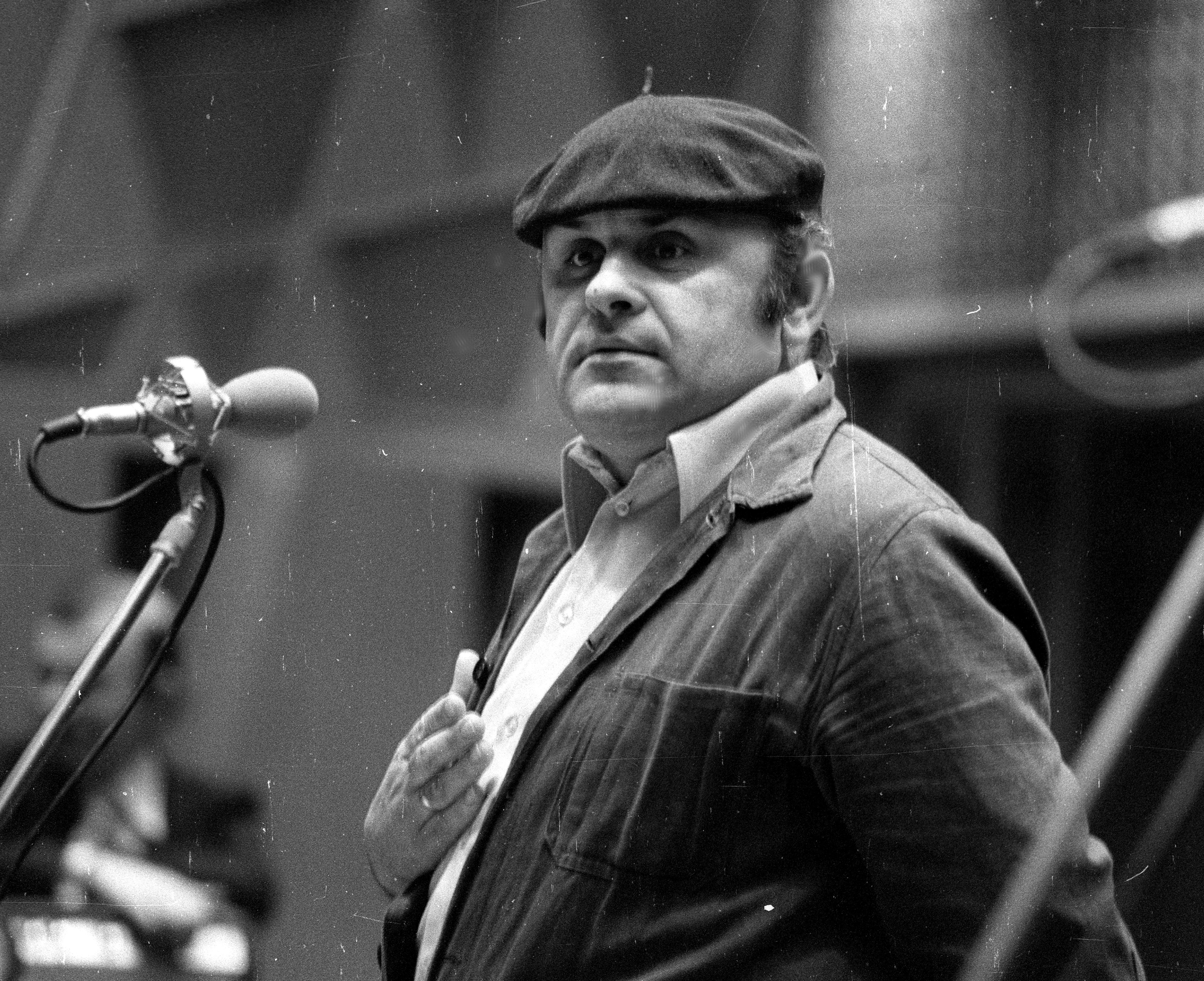
Géza Hofi (1936–2002)

### Hofig
- Höfig, Hans-Joachim (1915–2006), deutscher Sportfunktionär
- Höfig, Wolfgang (* 1940), deutscher Fußballspieler

### Hofin
- Hofinger, Altmann (* 1936), österreichischer römisch-katholischer Ordenspriester und emeritierter Abt von Stift Seitenstetten
- Hofinger, Christoph (* 1967), österreichischer Sozialforscher
- Hofinger, Hannes (* 1947), österreichischer Schriftsteller, Bibliothekar und Verleger
- Hofinger, Hans (* 1950), österreichischer Jurist, Volkswirt und Wirtschaftspädagoge
- Höfinger, Johann (* 1969), österreichischer Politiker (ÖVP), Abgeordneter zum Nationalrat, Mitglied des Bundesrates
- Hofinger, Johannes (* 1978), österreichischer Historiker und Pädagoge
- Hofinger, Josef (1901–1990), österreichischer Bibliotheksdirektor
- Höfinger, Konrad (1886–1938), österreichischer Politiker (NSDAP), Landtagsabgeordneter
- Hofinger, Leopold (1937–2008), österreichischer Landwirt und Politiker (ÖVP), Landtagsabgeordneter
- Hofinger, Manfred (* 1970), österreichischer Pädagoge und Politiker (ÖVP), Abgeordneter zum Nationalrat
- Höfinger, Oskar (1935–2022), österreichischer Bildhauer, Maler und Zeichner
- Höfinger, Vinzenz (1928–2015), österreichischer Politiker (ÖVP), Landtagsabgeordneter, Landesrat in Niederösterreich

### Hofiu
- Hofius, Karl (* 1938), deutscher Geowissenschaftler und Hydrologe
- Hofius, Otfried (* 1937), deutscher Theologe und Professor